# Kathedraal Saint-Christophe
Kathedraal Saint-Christophe (Frans:Cathédrale Saint-Christophe) is een 18e-eeuwse kathedraal in de Franse stad Belfort. Het gebouw is een historisch monument sinds 1930.
Ze werd gebouwd als parochiekerk in de periode van 1727 tot 1750 naar plannen van koninklijk ingenieur Jacques Philippe Maréchal. De kathedraal is opgetrokken in de lokale roze zandsteen. Binnenin is een orgel van orgelbouwer Joseph Valtrin. De kerk werd in 1952 verheven tot basilica minor. De kathedraal is sinds 1979 de zetelkerk van het bisdom Belfort-Montbéliard.

## Orgel

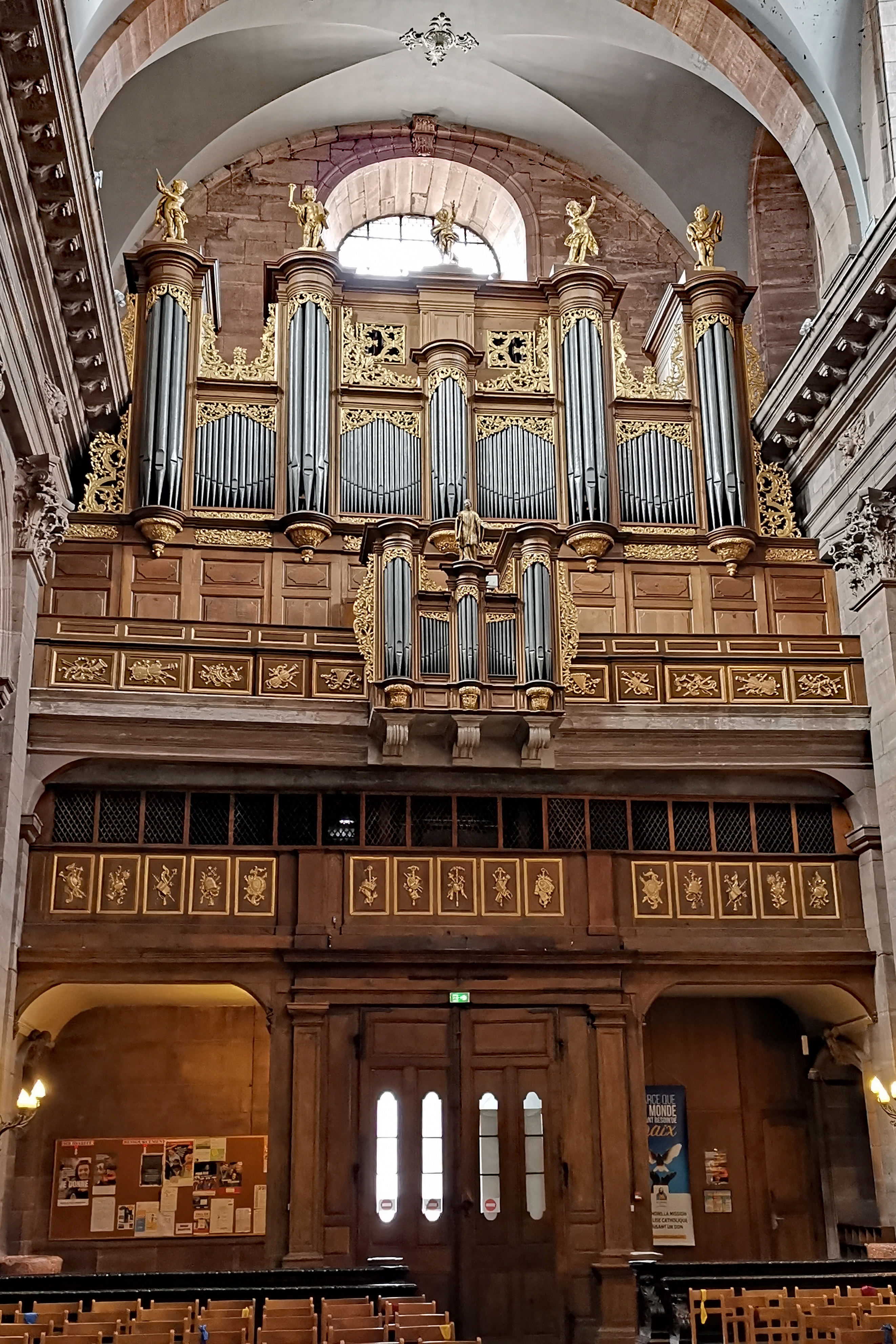

De kathedraal heeft twee orgels. Het hoofdorgel werd in 1752 geïnstalleerd door orgelbouwer Jean-Baptiste Valtrin, meerdere malen gerenoveerd en onder monumentenzorg geplaatst.

### Historie
1749-1752, werd het orgel gebouwd door Jean-Baptiste Valtrin (zoon van Joseph Valtrin), met een kast van Antoine Cupillard.
1816, Restauratie van het orgel door François Callinet.
1848, Reparaties, uitbreiding van het orgel en aanpassingen aan de registers door François Callinet..
1870, Reparaties van het instrument door Claude-Ignace Callinet.
1920, Het orgel verhogen en registers toevoegen door Henri Didier.
1930, 28 januari, kast geclassificeerd als Monument Historoque.
1949, Verheffing van het instrument door Jules Bossier in 1949.
1971, Restauratie van het orgel door Kurt Schwenkedel.
1980,  21 februari instrumentale partij (oude pijpen, van Valtrin, 1752, en Callinet uit 1816 en 1848) geclassificeerd als Monument Historique.
2012, Restauratie van het orgel door Peter Meier, Marco Venegoni en Jean-Marie Tricoteau.
Dispositie
| Rugwerk, C1-G5 (56 toetsen) | Hoofdwerk, C1-G5 (56 toetsen) | Récit expressif, C1-G5 (56 toetsen) | Echo, F2-G5 (39 toetsen) | Pedaal, C1-F3 (30 toetsen) |
| --------------------------- | ----------------------------- | ----------------------------------- | ------------------------ | -------------------------- |
| Bourdon 8                   | Bourdon 16                    | Bourdon 8                           | Quintaton 16             | Flûte 16                   |
| Salicional 8                | Montre 8                      | Flûte traversière 8                 | Bourdon 8                | Soubasse 16                |
| Montre 4                    | Bourdon 8                     | Flûte 4                             | Viole alto 4             | Flûte 8                    |
| Flûte à cheminée 4          | Gambe 8                       | Doublette 2                         | Cornet IV                | Violoncelle 8              |
| Nazard 2 2/3                | Prestant 4                    | Sesquialtera II                     | Hautbois 8               | Principal 4                |
| Quarte 2                    | Flûte conique 4               | Cymbale III-IV                      | Voix humaine 8           | Nachthorn 2                |
| Tierce 1 3/5                | Nazard 2 2/3                  | Cor anglais 16                      |                          | Rauschpfeife IV            |
| Larigot 1 1/3               | Doublette 2                   | Trompette 8                         |                          | Trompette                  |
| Mixture IV-VI               | Tierce 1 3/5                  | Chalumeau 4                         |                          | Clairon                    |
| Cromorne 8                  | Sifflet 1                     |                                     |                          | Cornet                     |
|                             | Cornet V                      |                                     |                          |                            |
|                             | Fourniture IV                 |                                     |                          |                            |
|                             | Cymbale IV-VI                 |                                     |                          |                            |
|                             | Trompette 8                   |                                     |                          |                            |
|                             | Voix humaine 8                |                                     |                          |                            |
|                             | Clairon 4                     |                                     |                          |                            |

Extra's: Pos./G.O. Koppeling, Rec./G.O. Koppeling, Pos. Tie, Rec.

## Afbeeldingen Interieur

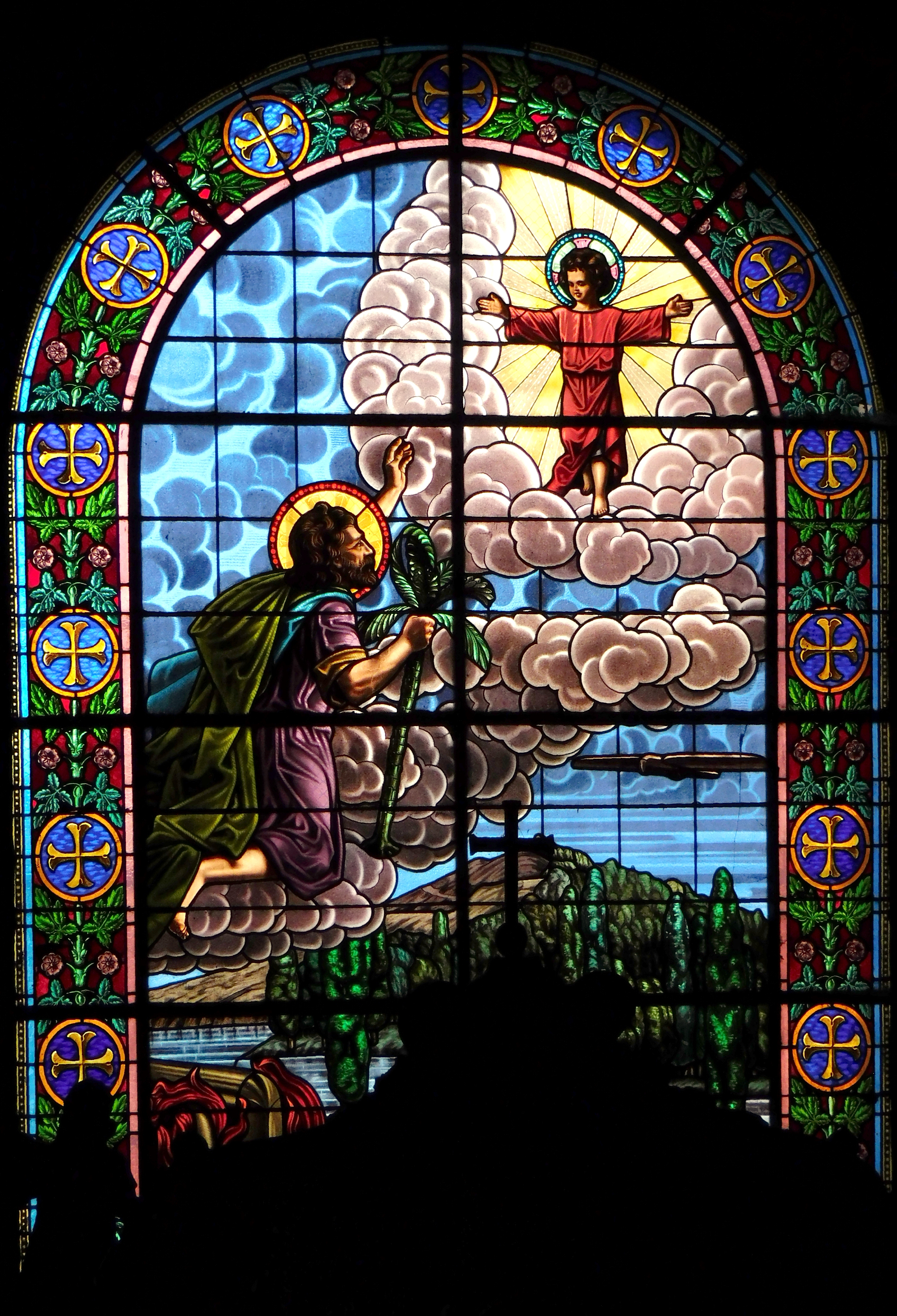
Het kind Jezus verschijnt aan Sint Christophorus
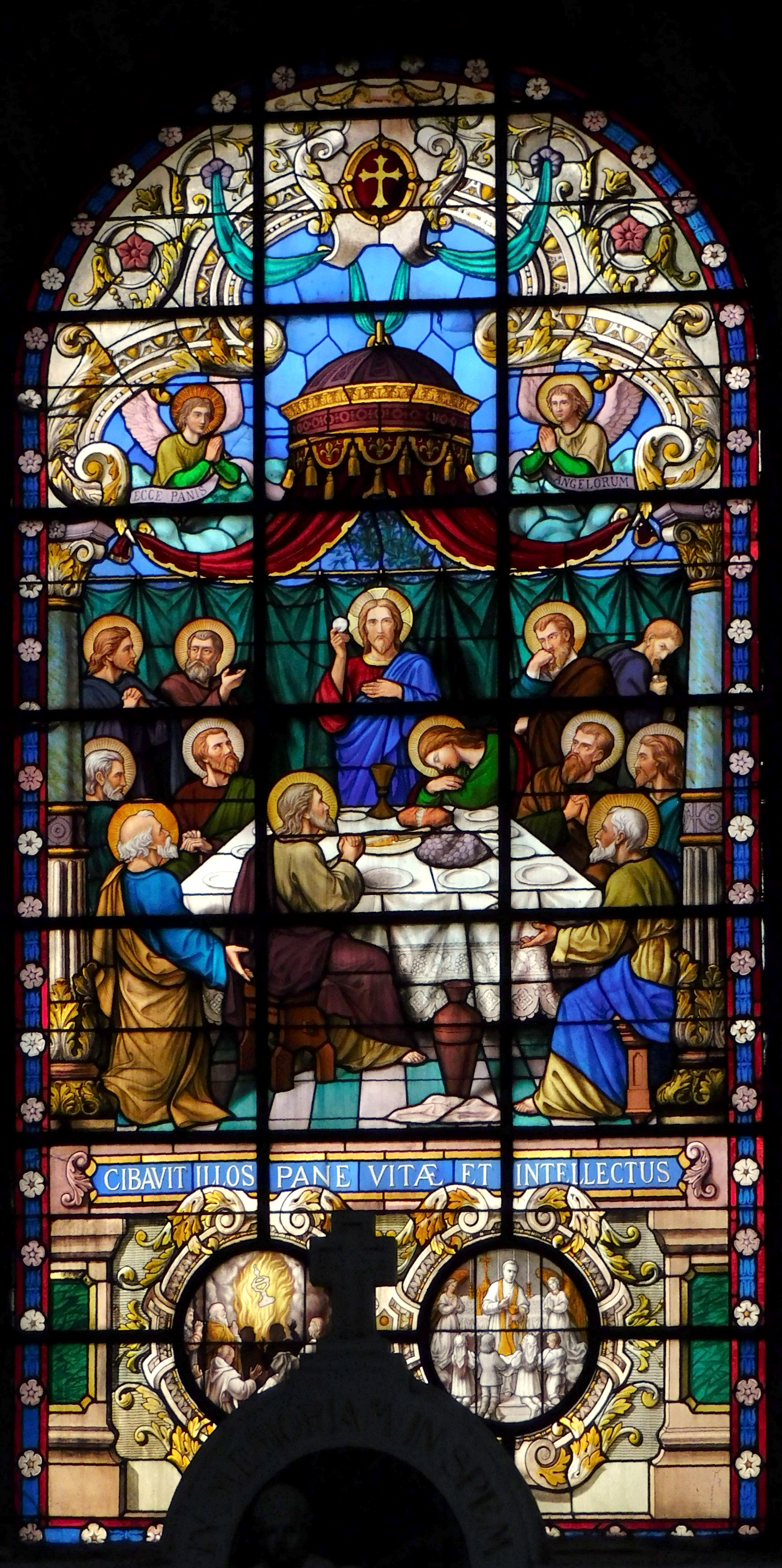
Het laatste avondmaal
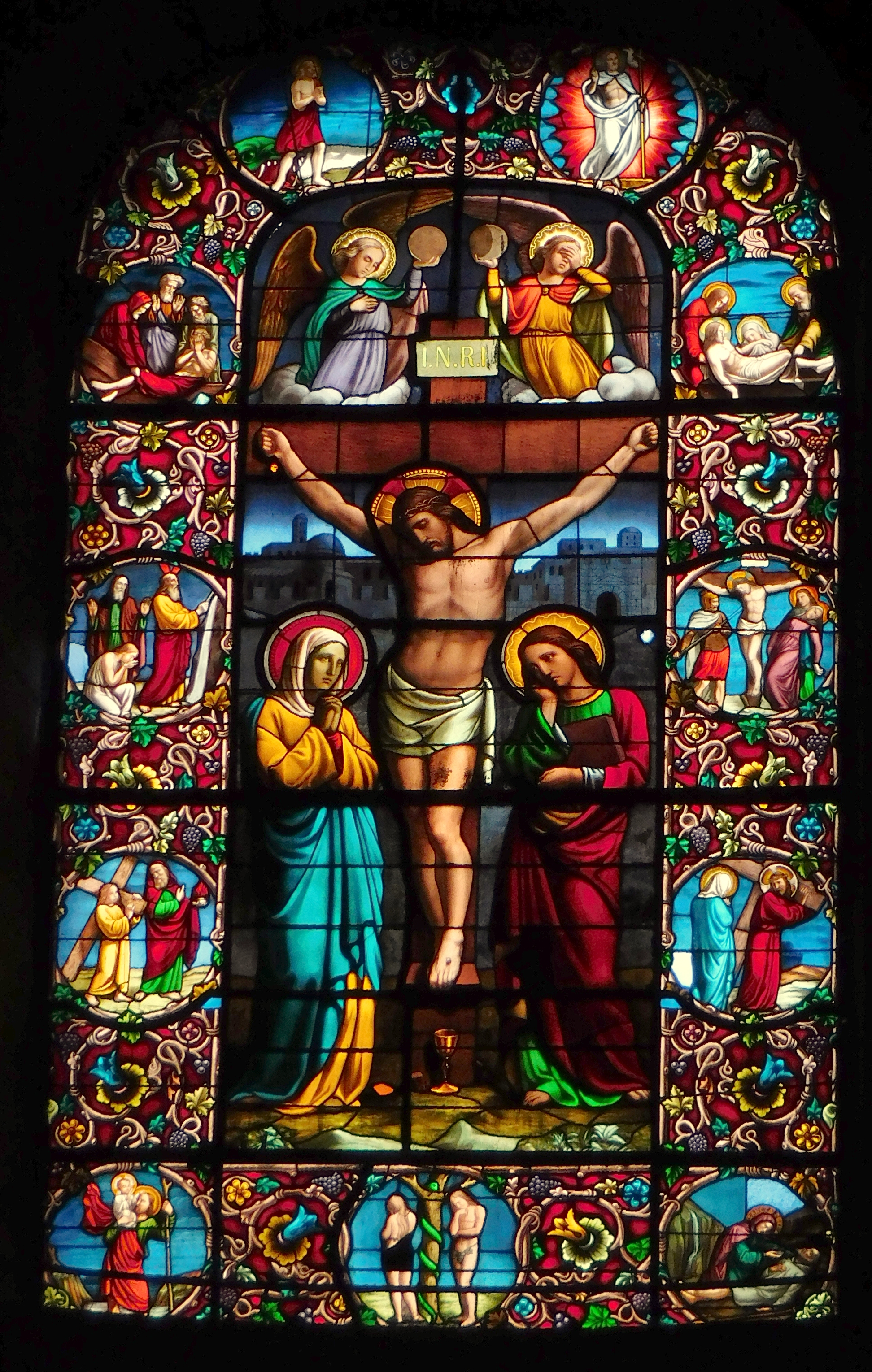
Kruisweg
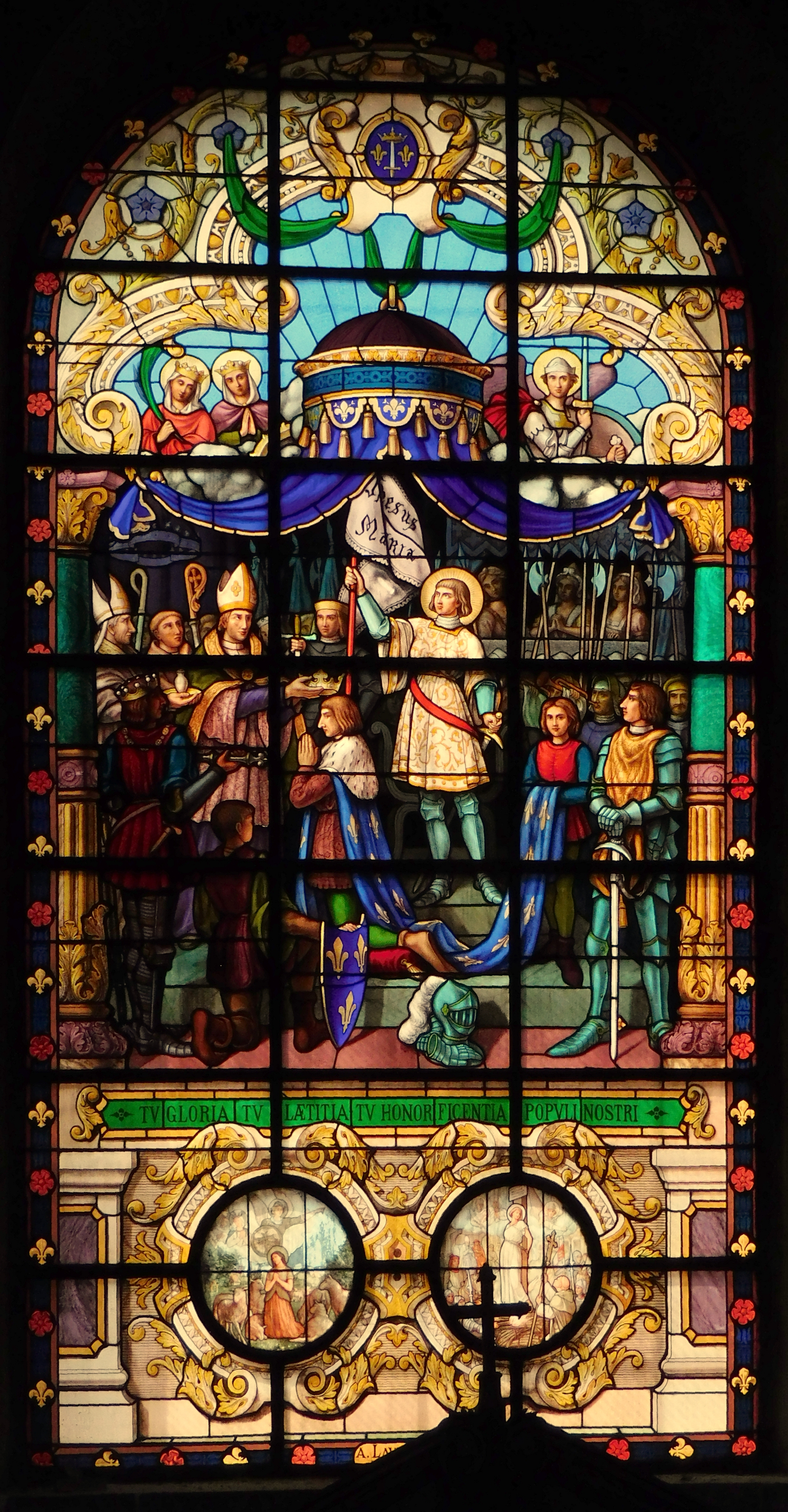
Tu Gloria Tu Laetitia Tu Honor Vicencia Populi Nostri, fragment uit motet "Tota pulchra es Maria" van Heinrich Isaac
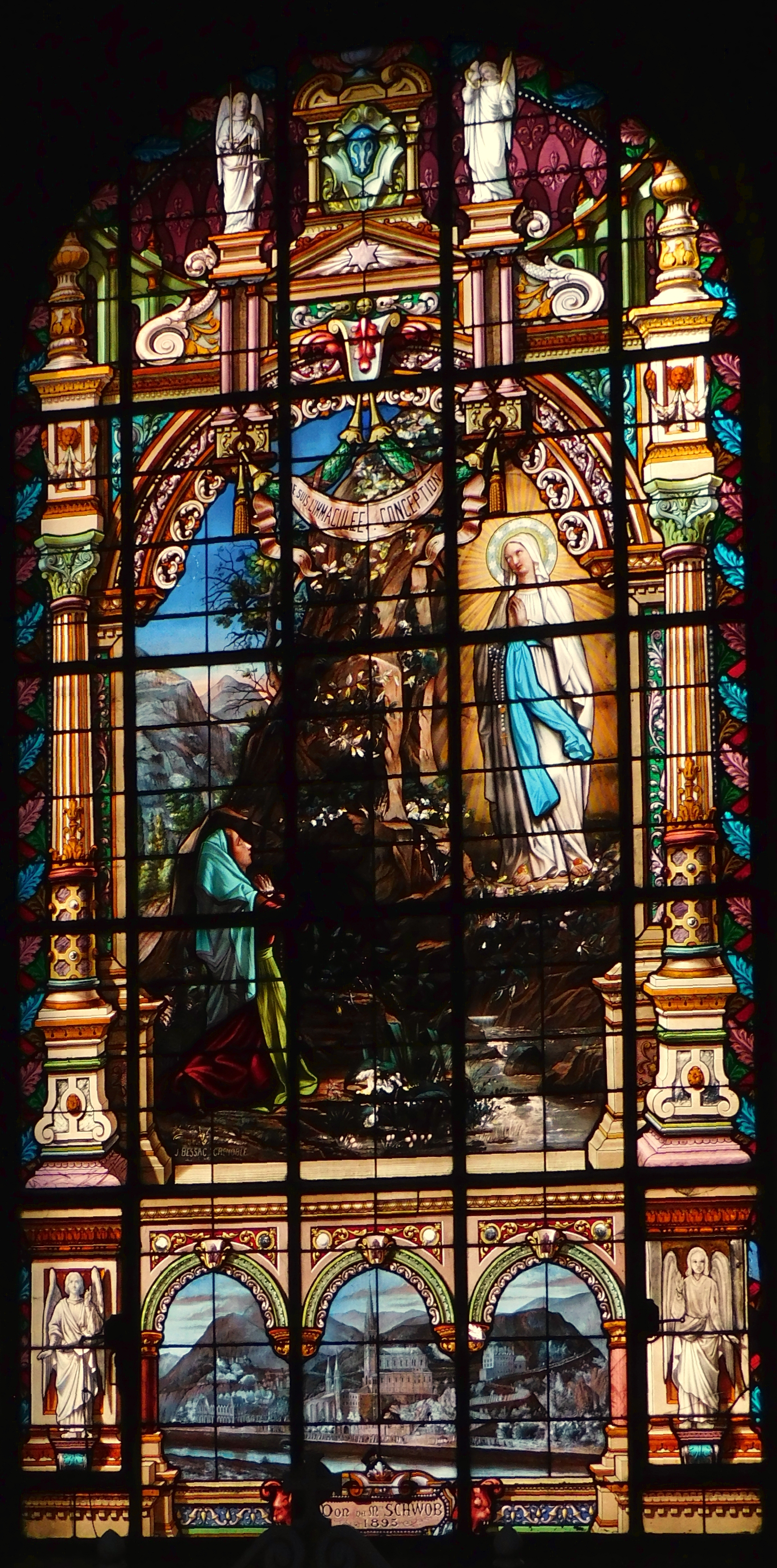
Sint Odilia
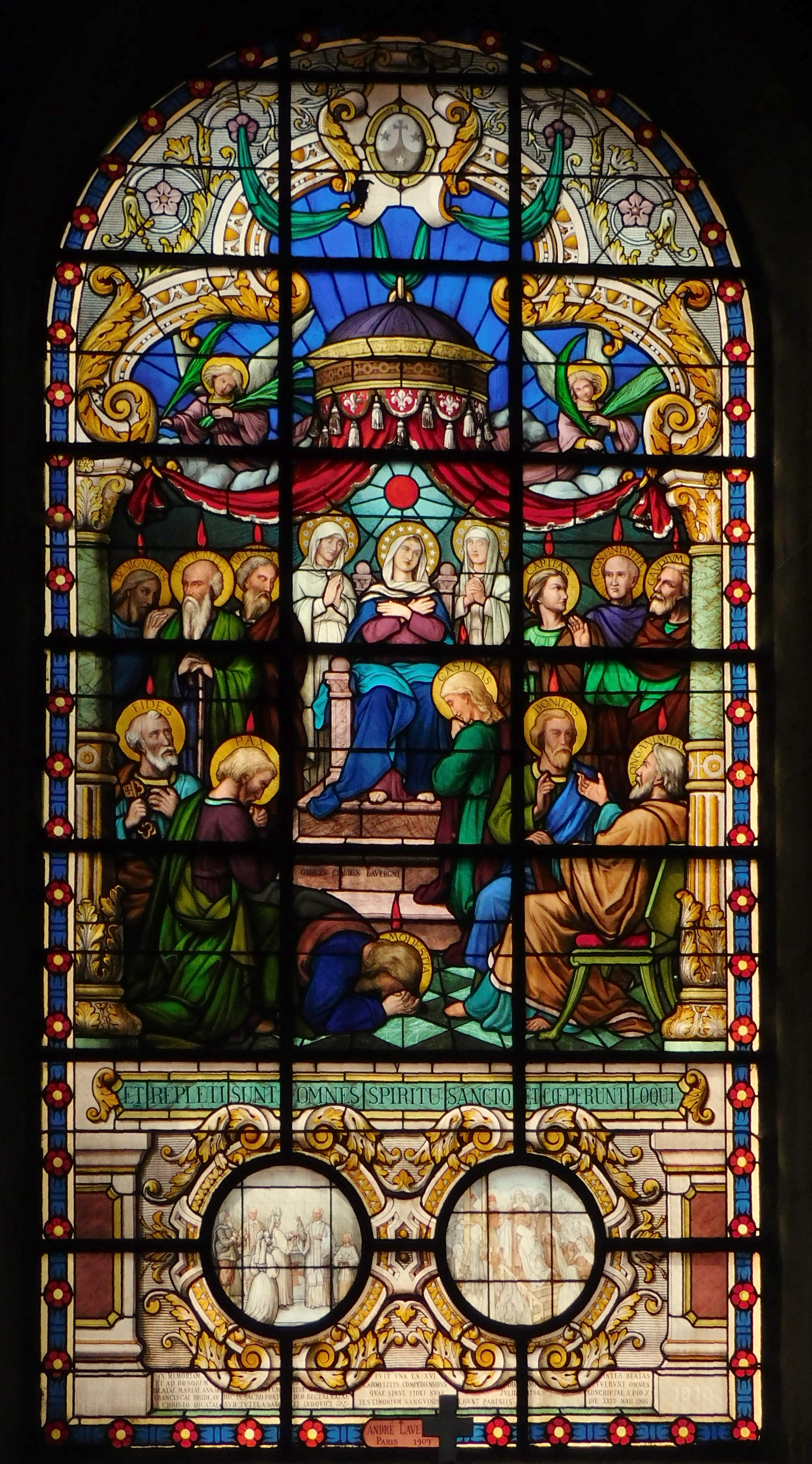
Handelingen 2:4, Zij werden allen vervuld met de Heilige Geest en begonnen te spreken in andere talen
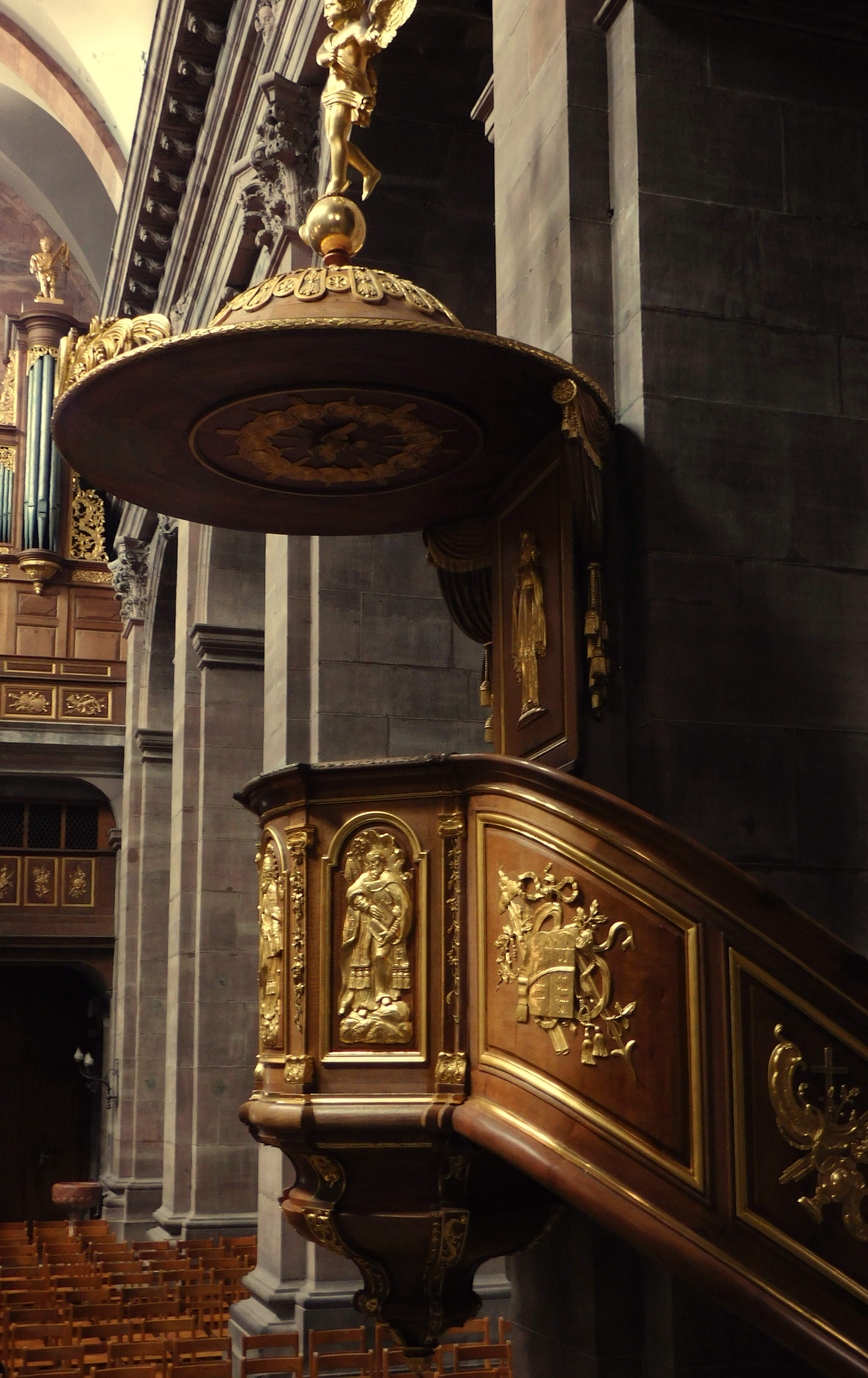
Preekstoel
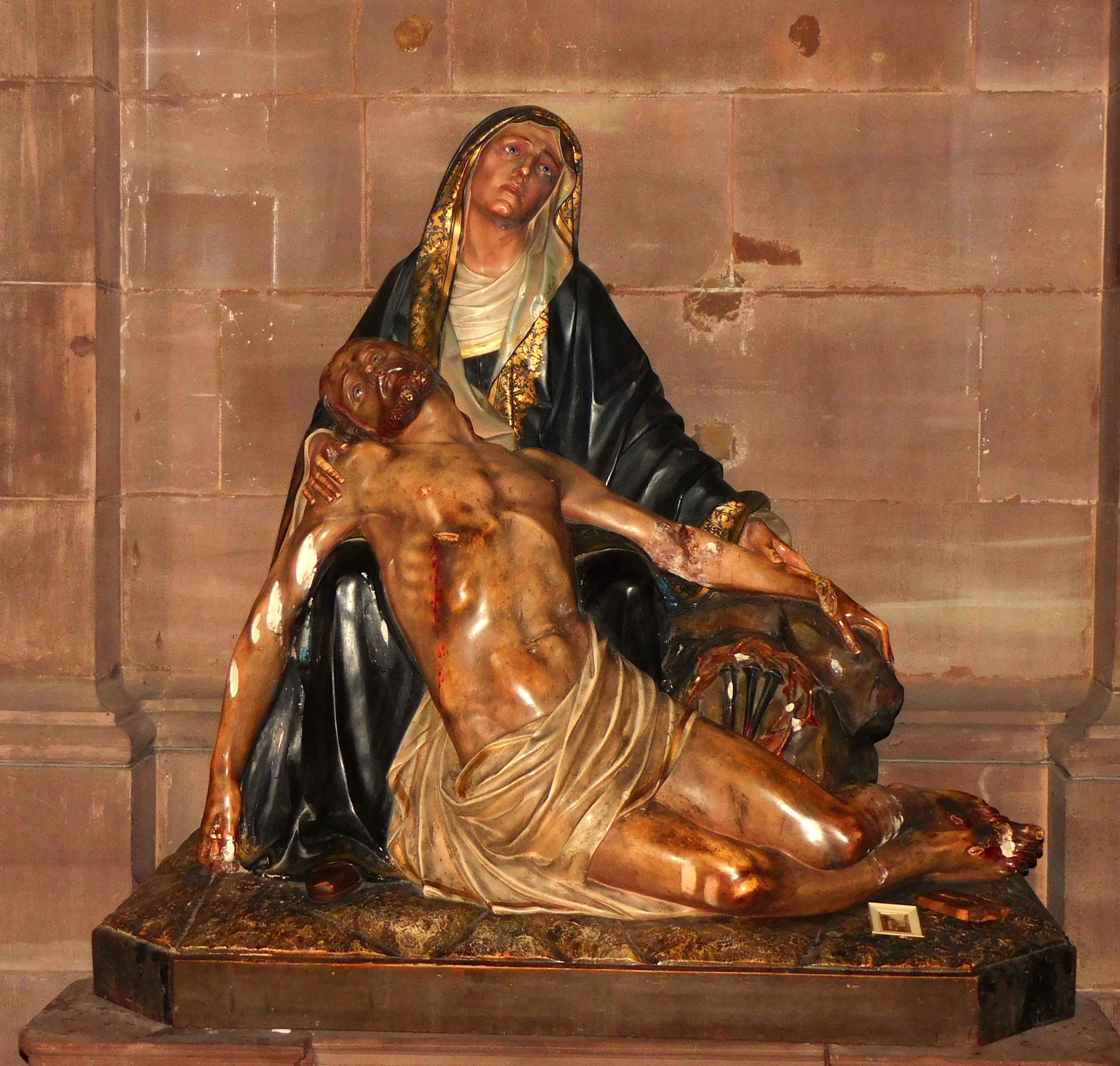
Pietà naar Michelangelo